# Macedonia na Mistrzostwach Europy w Lekkoatletyce 2010
Macedonia na Mistrzostwach Europy w Lekkoatletyce 2010 – reprezentacja Macedonii podczas zawodów liczyła 2 zawodników: 1 kobieta oraz 1 mężczyzna.

## Występy reprezentantówMacedonii

### Mężczyźni
- Trójskok
  - Redżep Sełman z wynikiem 15,39 zajął 21. miejsce w eliminacjach i nie awansował do finału

### Kobiety
- Bieg na 100 m
  - Iwana Rożman z czasem 12,90 zajęła 31. miejsce w eliminacjach i nie awansowała do półfinału